# Rivière Hay (Canada)
La rivière Hay (Kátå’odehche en Esclave du Sud) est une rivière dans le Nord de l'Alberta et le Sud des Territoires du Nord-Ouest au Canada. Elle prend sa source dans une fondrière de mousse dans le Nord-Ouest de l'Alberta et coule vers l'ouest jusqu'en Colombie-Britannique, puis, elle tourne vers le nord et retourne en Alberta pour suivre un cours vers le nord-nord-est vers les Territoires du Nord-Ouest. Elle comprend deux chutes importantes : la chute Alexandra (en) et la chute Louise. Elle traverse la ville de Hay River et se déverse dans le Grand lac des Esclaves. Son eau se retrouve ultimement dans l'océan Arctique via le fleuve Mackenzie. La rivière Hay a une longueur totale de 702 km et un bassin versant de 48 200 km2.